# Inclusión (mineralogía)

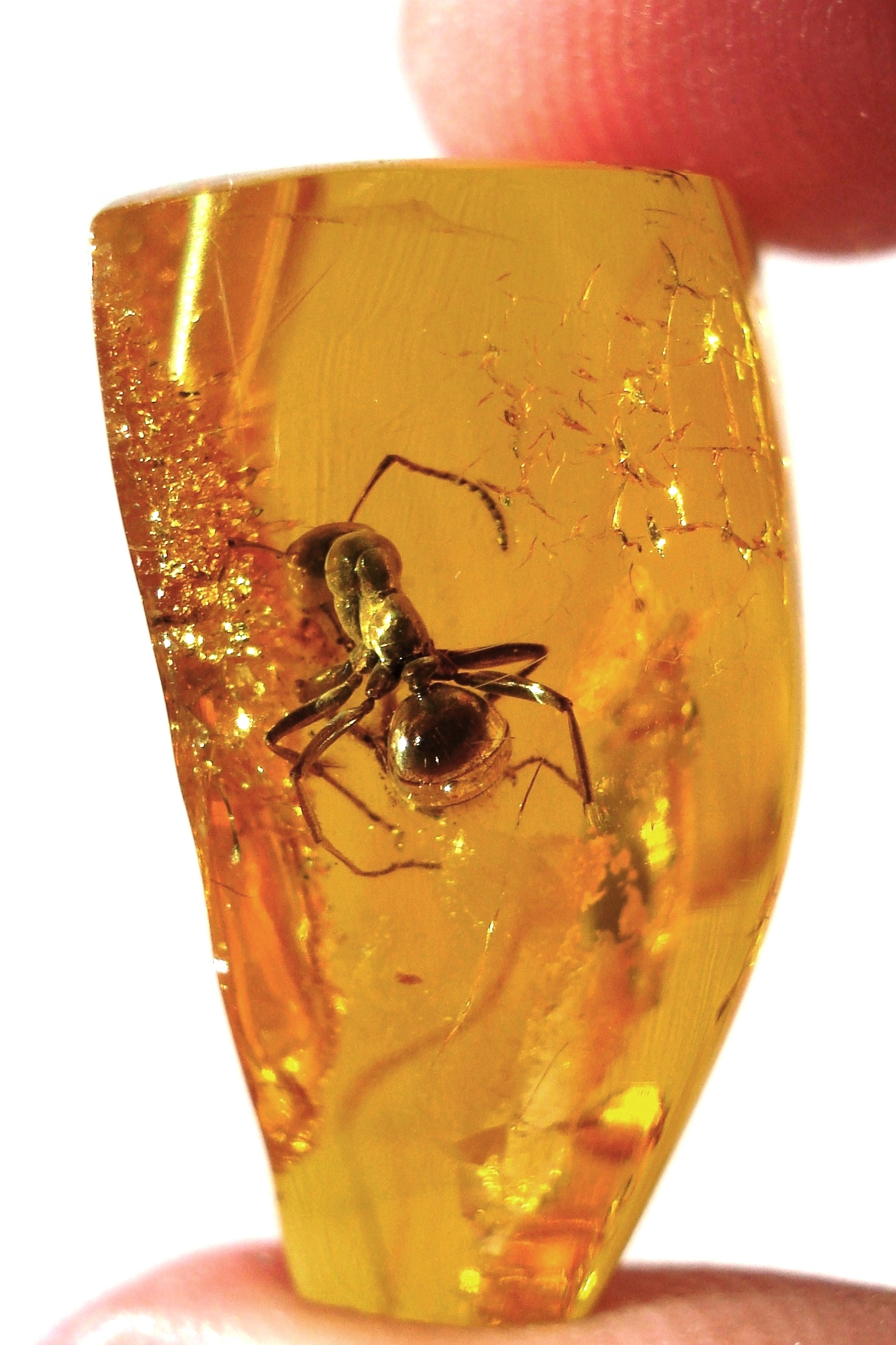
Inclusión de una hormiga en un trozo de ámbar

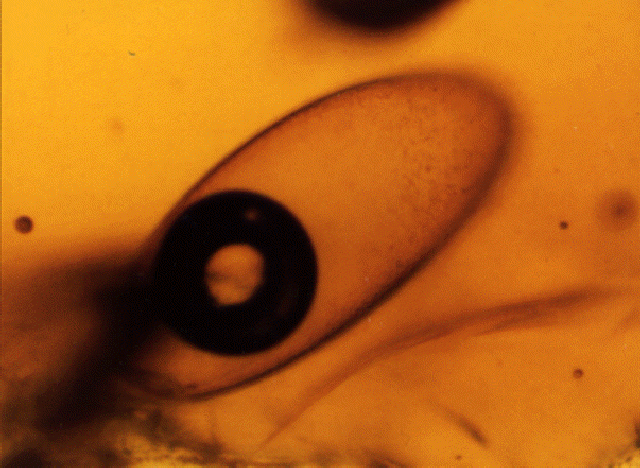
Burbuja de aire de 84 millones de años atrapada en un ámbar

En mineralogía, una inclusión es cualquier material atrapado en el seno de una roca o de un mineral
Estas inclusiones son usualmente otros sólidos (por ejemplo, cristales o glóbulos vítreos), aunque también puede ser agua e incluso sustancias en estado gaseoso (gas carbónico, hidrógeno, hidrocarburos, nitrógeno, etcétera). Las inclusiones de líquidos o gases se denominan inclusiones fluidas. En el caso del ámbar es posible encontrar insectos y plantas como inclusiones.
El análisis de las burbujas de gas atmosférico como inclusiones en los hielos es una importante herramienta en el estudio del cambio climático.